# Philip Hunt
Pour les articles homonymes, voir Philip Hunt (baron Hunt de Kings Heath) et Hunt.
Philip Hunt, né le 1er janvier 1772 dans l'Herefordshire et mort le 17 septembre 1838 à Aylsham (comté de Norfolk) était un prêtre anglican. Il se rendit célèbre pour ses travaux en Grèce, principalement sur l'Acropole d'Athènes alors qu'il était au service de Lord Elgin, l'ambassadeur de Grande-Bretagne auprès de l'Empire ottoman.

## Biographie
Il entra au Trinity College (Cambridge) à seulement 16 ans. Il fut ordonné prêtre en 1796.
En 1799, Lord Elgin l'engagea pour être le chapelain de son ambassade à Constantinople. Très vite, en arrivant à Londres, Philip Hunt, découvrit qu'il ne serait vraisemblablement payé qu'à la fin de l'ambassade. Il dut emprunter à sa famille et partit avec seulement 12 guinées en poche. En août 1799, l'ensemble des membres de l'ambassade étaient réunis à Portsmouth pour embarquer sur la frégate HMS Phaeton. En effet, le Royaume-Uni étant en guerre, il fallait protéger l'ambassadeur et sa suite. Le navire était d'ailleurs armé en guerre et était fort peu confortable pour l'ensemble de ses passagers. Hunt raconte dans une lettre comment les cinq hommes de la suite : les deux secrétaires particuliers William Richard Hamilton et John Philip Morier, le professeur Joseph Dacre Carlyle, le médecin McLean et lui-même partageaient un compartiment avec treize grosses malles et de très nombreuses petites, la bibliothèque de voyage, des couvertures, des tapis, des balais et un canon de 18 livres et ses munitions. Le 3 septembre 1799, le navire appareilla. Durant la traversée, Lord Elgin montra très vite des signes de favoritisme, préférant Carlyle aux autres, et les vexant, principalement Hunt. De même, leur patron fut très clair, confirmant leurs craintes. Ils ne seraient payés qu'à la fin de l’ambassade, à leur retour. En attendant, ils devraient couvrir leurs frais sur leurs propres deniers.
Fin octobre, la dernière escale du Phaeton à l'entrée des Dardanelles permit à l'ambassadeur et sa suite de faire une excursion à dos d'âne sur la plaine de Troie. Débarquant près du site de Sigée, le couple Elgin, le capitaine Morris, le major Fletcher (envoyé par le général Koehler qui commandait la mission militaire britannique), Carlyle, Hunt, Morier, McLean, une des femmes de chambre de Lady Elgin appelée Masterman et un domestique grec, se rendirent sur un site qui fut identifié comme celui de Troie. Lord Elgin profita de cette excursion pour acquérir ses premiers marbres, au village de Yenice.
En mai 1801, les beaux-parents d'Elgin, les Nisbet, accompagnés de Philip Hunt, firent escale à Athènes et purent visiter l'Acropole avec Giovanni Battista Lusieri comme guide. Ils insistèrent dans un courrier à Elgin sur la nécessité d'obtenir un firman pour accéder à la frise et aux métopes. L'ambassadeur réitéra sa demande auprès des autorités ottomanes le 14 juin. Le 27 juin, les troupes françaises assiégées dans Alexandrie se rendirent. Le 6 juillet, Elgin obtenait un nouveau firman. Le 8, Hunt quittait Constantinople avec le document et il atteignit Athènes le 22 juillet. Le texte était adressé au voïvode et au cadi. Cependant, le firman n'était pas très clair. Elgin avait demandé trois choses : entrer dans la forteresse et y dessiner ou mouler les bâtiments antiques ; y ériger des échafaudages ou y procéder à des fouilles pour mettre au jour les fondations ; emporter toute sculpture ou inscription qui ne seraient pas utiles au bon fonctionnement de la forteresse ou de ses murailles. Le firman avait plus ou moins agréé à ces demandes. Les cinq agents d'Elgin pouvaient aller et venir dans la citadelle d'Athènes et y faire leur travail : y monter des échafaudages sur l'« ancien temple des idoles », en mouler les ornements et statues visibles, y mesurer les fragments et vestiges des autres édifices en ruines, y creuser les fondations pour y chercher des inscriptions dans les gravats ; nul ne devait les molester, toucher à leur échafaudage et autres instruments de travail ni les empêcher d'emporter toute pierre portant une inscription ou un décor. Là était l'ambiguïté : les agents d'Elgin étaient autorisés à emporter ce qu'ils trouvaient lors de leurs fouilles ou autorisés à emporter tout ce qu'ils voulaient des bâtiments antiques ? ,.
Le 23 juillet, Hunt présenta le firman au voïvode. Dès le lendemain, les agents d'Elgin entamèrent un travail intensif. Ils commencèrent par mouler et dessiner la frise ouest, qui était la seule qui resta en place sur le monument jusqu'en 1993,. Lusieri quant à lui avait reçu d'Elgin des instructions spécifiques. Il entreprit de collecter tous les morceaux avec inscription ou décor qu'il trouvait. Une équipe était spécifiquement chargée de rassembler toutes les inscriptions de l'Acropole. Une autre entama le dégagement du porche des cariatides de l'Érechthéion. Le tournant se fit quand Hunt demanda l'autorisation d'enlever une des métopes du Parthénon. La réponse déciderait de l'interprétation définitive du firman. Philip Hunt réussit à imposer (par diverses pressions ou cadeaux) une interprétation qui lui convenait. Il réussit donc à obtenir le droit de prendre et d'exporter les sculptures du Parthénon et des autres bâtiments de l'Acropole d'Athènes ; il réussit à obtenir le droit d'y fouiller (ainsi qu'ailleurs en Attique) et de prendre ce qui serait découvert,.
Lors de la commission d'enquête parlementaire en 1816, lorsqu'il lui fut demandé pourquoi il avait élargi le champ d'application du firman, Hunt répondit qu'il voulait sauver les sculptures du Parthénon, dont une partie avait déjà disparu ou été endommagée depuis les dessins de Richard Dalton en 1749 ou les moulages de Louis-François-Sébastien Fauvel des années 1790. Le 31 juillet 1801, la première métope avait été enlevée du Parthénon. En juin 1802, la moitié du décor sculpté avait été descendu du bâtiment. Les fouilles mirent au jour des éléments tombés lors de l'explosion de 1687. Parfois, les efforts se soldaient par un échec. Ainsi, l'équipe acheta une maison, la détruisit et creusa jusqu'à atteindre le roc, sans résultat. Le propriétaire se moqua alors des ouvriers en expliquant que les morceaux de marbre qu'il avait trouvés avaient été depuis longtemps réduits en chaux.
À Mycènes, Lord Elgin fit nettoyer l'intérieur du Trésor d'Atrée et emporta quelques fragments de gypse et de marbre coloré. Hunt envisagea à cette occasion d'emporter la porte des Lionnes. Les difficultés matérielles le firent renoncer.
Entre 1803 et 1805, après la rupture de la paix d'Amiens, Philip Hunt fut prisonnier des Français.
Après avoir travaillé pour Lord Elgin, Hunt entra au service de John Russell.

### Sources
- (en) Brian Cook, The Elgin Marbles, Londres, British Museum Publications Ltd, 1984, 72 p. (ISBN 978-0-7141-2026-3).
- (en) Jenifer Neils, « "With Nobles Images on All Sides" : The Ionic Frieze of the Parthenon », dans Jenifer Neils (dir.), The Parthenon : From Antiquity to the Present, Cambridge, Cambridge University Press, 2005, 454 p. (ISBN 978-0-521-82093-6).
- (en) William Saint-Clair, Lord Elgin and the Marbles, Oxford, Oxford University Press, 1983 (1re éd. 1967), 311 p. (ISBN 0-19-285140-3).
- (en) Biographie par Nathaniel Gould